# Gol Linhas Aéreas
Gol Linhas Aéreas (kurz Gol) ist eine brasilianische Fluggesellschaft mit Sitz in São Paulo und Basen auf den Flughäfen São Paulo-Congonhas und Rio de Janeiro-Santos Dumont. Gol ist die zweitgrößte Fluggesellschaft Brasiliens.

## Geschichte
Gol wurde 2000 gegründet; der erste Flug war am 15. Januar 2001. Zunächst gehörte sie der brasilianischen Firmengruppe Grupo Áurea, die im Besitz der Familie Constantino de Oliveira ist. Diese Familie kam durch Gol auf die Forbes-Liste der Dollar-Milliardäre. Gol erwarb 2007 die Fluggesellschaft VARIG und 2011 die Fluggesellschaft Webjet. Am 24. Juni 2004 ging die Airline mit einer Verkaufsofferte an die Börsen von São Paulo und New York. Sie gehört jetzt AeroPar Participações (77 Prozent), Venture (17,6 Prozent) und der American International Group (5,4 Prozent).
Im April 2007 kaufte Gol den traditionsreichen, aber maroden Staatscarrier VARIG. Beide Fluggesellschaften wurden jedoch als unabhängige Zweige mit klar umrissenen Geschäftsmodellen weiter betrieben: Während sich Gol auf den Low-Cost-Bereich konzentrierte, wurde die Marke VARIG bis zum 31. August 2008 hauptsächlich für internationale (Lang-)Strecken genutzt. Im Juni 2009 wurden aber alle eigenständigen Flüge der VARIG eingestellt, somit hat sie seither keinen eigenen Flugbetrieb mehr. Die Flugzeuge der VARIG werden seit diesem Zeitpunkt auf Flugstrecken der Gol eingesetzt, ihr Markenname taucht in dieser Funktion nach wie vor auf.
2011 kaufte Delta Air Lines 3 Prozent und 2014 Air France-KLM 1,5 Prozent der Aktien von Gol.
Gol war im Dezember 2020 die erste Fluggesellschaft der Welt, die den regulären Linienbetrieb mit der Boeing 737 MAX 8 nach ihrem Grounding wieder aufnahm.
Am 8. Juni 2021 wurde bekanntgegeben, dass die brasilianische Fluggesellschaft MAP Linhas Aéreas für 5,56 Millionen Dollar übernommen wird. MAP gehörte zuvor VoePass Linhas Aéreas.
Am 11. Mai 2022 wurde bekannt gegeben, dass sich Gol mit der kolumbianischen Fluggesellschaft Avianca zur Abra Group zusammenschließen will. Am 1. März 2023 wurde der Schritt vollzogen und Abra Group ist die neue Muttergesellschaft von Gol.
Im Januar 2024 beantragte das Unternehmen in Manhattan, New York City Insolvenz nach Chapter 11.

## Ziele
Neben hauptsächlich brasilianischen Zielen werden folgende Ziele international angeflogen:
- Aruba
- Asunción
- Atlanta
- Barbados
- Buenos Aires
- Caracas
- Córdoba
- Detroit
- Montevideo
- Miami
- New York
- Orlando
- Panama-Stadt
- Punta Cana
- Rosario
- Santa Cruz de la Sierra
- Santo Domingo

## Flotte

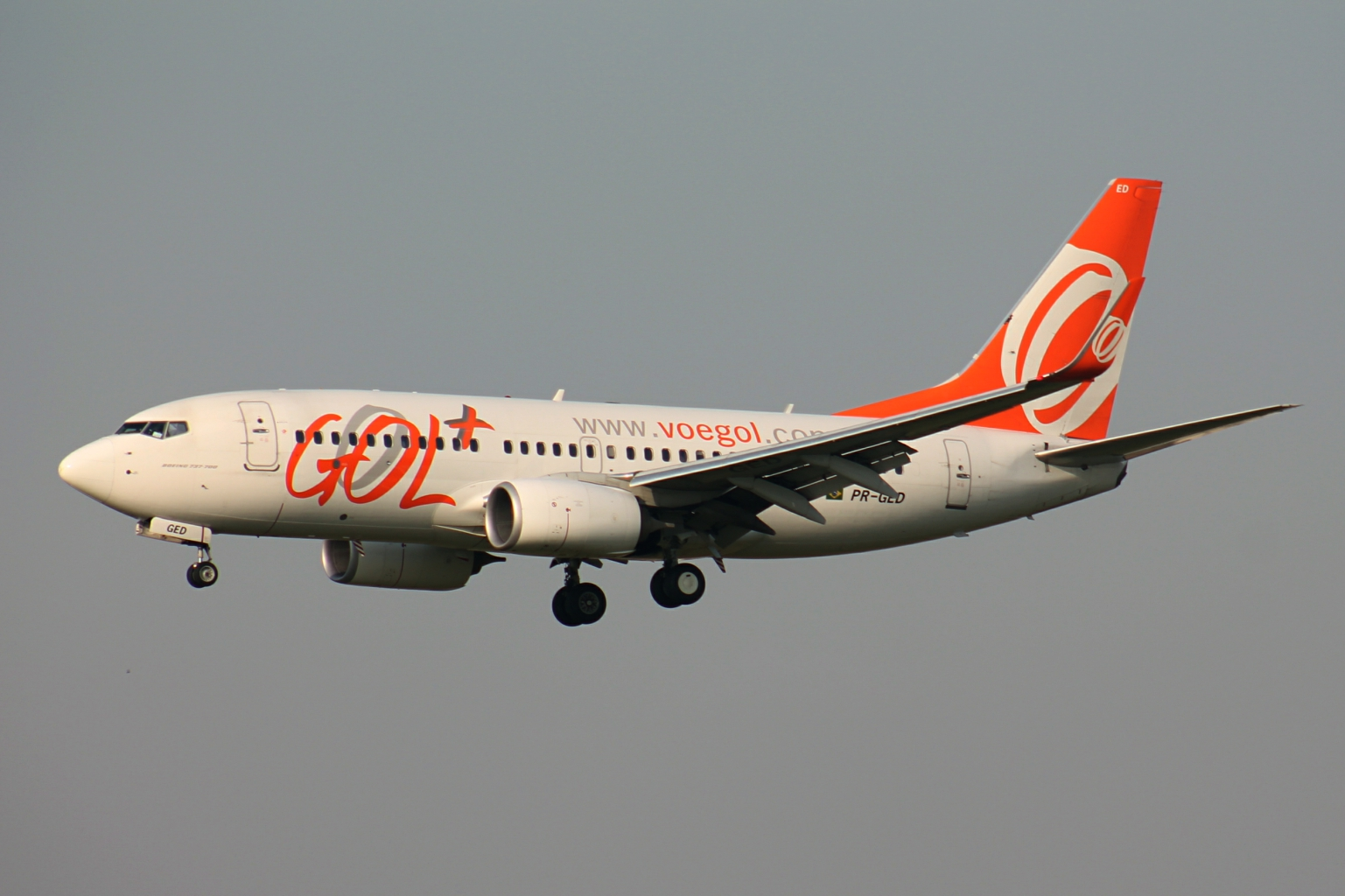
Boeing 737-700 der Gol Linhas Aéreas

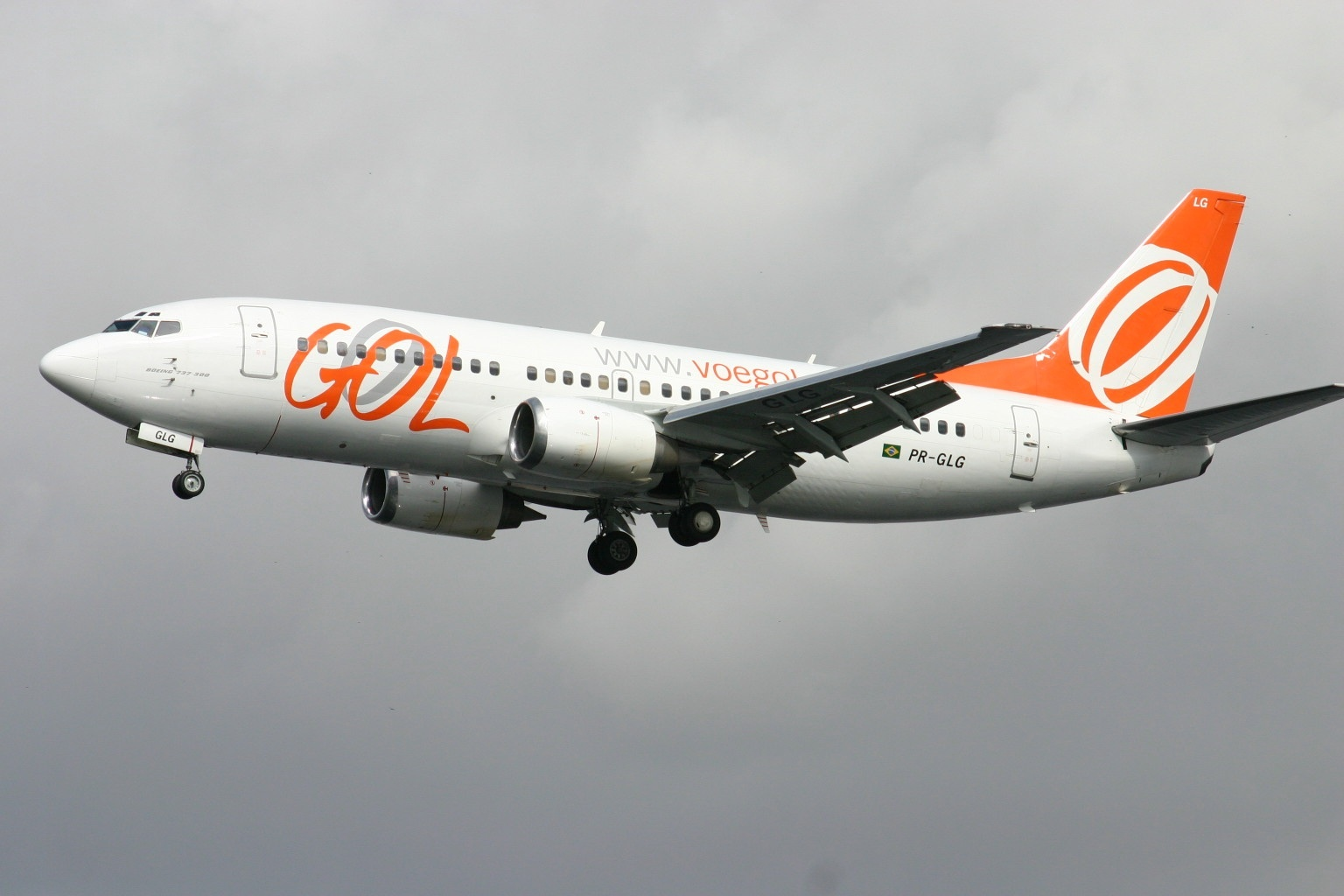
Boeing 737-300 der Gol Linhas Aéreas

### Aktuelle Flotte
Mit Stand Mai 2025 besteht die Flotte der Gol Linhas Aéreas aus 138 Flugzeugen mit einem Durchschnittsalter von 10,8 Jahren:
| Flugzeugtyp       | Anzahl | bestellt | Anmerkungen                                            | Sitzplätze | Durchschnittsalter |
| ----------------- | ------ | -------- | ------------------------------------------------------ | ---------- | ------------------ |
| Boeing 737-700    | 012    |          | neun mit Winglets ausgestattet; eine inaktiv           | 138        | 18,6 Jahre         |
| Boeing 737-800    | 064    |          | 63 mit Winglets ausgestattet; 13 inaktiv               | 186        | 14,2 Jahre         |
| Boeing 737-800BCF | 07     | 01       | mit Winglets ausgestattet; betrieben für Mercado Libre | Cargo      | 14,2 Jahre         |
| Boeing 737 MAX 8  | 055    | 74       | vier inaktiv                                           | 186        | 04,6 Jahre         |
| Gesamt            | 138    | 75       |                                                        |            | 10,8 Jahre         |

### Aktuelle Sonderbemalungen
| Bemalung                            | Flugzeugtyp      | Luftfahrzeugkennzeichen | Zeitraum            | Bild |
| ----------------------------------- | ---------------- | ----------------------- | ------------------- | --- |
| TV ao vivo a bordo                  | Boeing 737-800   | PR-GTM                  | seit April 2018     | |
| Voa Canarinho                       | Boeing 737-800   | PR-GUK                  | seit März 2017      | |
| Brazil Football                     | Boeing 737-800   | PR-GUM                  | seit Juni 2013      | |
| Gol Do Brasil                       | Boeing 737-800   | PR-GXB                  | seit November 2022  | Bild gesucht Die Wikipedia wünscht sich an dieser Stelle ein Bild. Weitere Infos zum Motiv findest du vielleicht auf der Diskussionsseite . Falls du dabei helfen möchtest, erklärt die Anleitung , wie das geht. |
| Smiles                              | Boeing 737-800   | PR-GXI                  | seit November 2022  | Bild gesucht Die Wikipedia wünscht sich an dieser Stelle ein Bild. Weitere Infos zum Motiv findest du vielleicht auf der Diskussionsseite . Falls du dabei helfen möchtest, erklärt die Anleitung , wie das geht. |
| Clube Smiles                        | Boeing 737-800   | PR-GXN                  | seit September 2022 | Bild gesucht Die Wikipedia wünscht sich an dieser Stelle ein Bild. Weitere Infos zum Motiv findest du vielleicht auf der Diskussionsseite . Falls du dabei helfen möchtest, erklärt die Anleitung , wie das geht. |
| Smiles                              | Boeing 737-800   | PR-GXV                  | seit Juni 2022      | Bild gesucht Die Wikipedia wünscht sich an dieser Stelle ein Bild. Weitere Infos zum Motiv findest du vielleicht auf der Diskussionsseite . Falls du dabei helfen möchtest, erklärt die Anleitung , wie das geht. |
| Turma da Mônica 60 Anos             | Boeing 737-800   | PR-GXW                  | seit Juli 2023      | Bild gesucht Die Wikipedia wünscht sich an dieser Stelle ein Bild. Weitere Infos zum Motiv findest du vielleicht auf der Diskussionsseite . Falls du dabei helfen möchtest, erklärt die Anleitung , wie das geht. |
| The Wizarding World of Harry Potter | Boeing 737 MAX 8 | PR-XMR                  | seit August 2022    | |

### Ehemalige Flugzeugtypen
In der Vergangenheit setzte die Fluggesellschaft auch 15 Boeing 737-300 ein.

## Zwischenfall
Am 29. September 2006 stürzte eine Boeing 737-800 auf dem Gol-Transportes-Aéreos-Flug 1907 mit 154 Insassen auf dem Flug von Manaus nach Brasília über dem Amazonas-Gebiet ab. Bei dem Unglück gab es keine Überlebenden, somit war dieser Unfall der zweitschwerste Flugunfall in der brasilianischen Geschichte. Das Flugzeug wurde nach Angaben von GOL erst am 12. September 2006 in Dienst gestellt und hatte erst 200 Flugstunden absolviert. Die Ursache für das Unglück war eine Kollision mit einer zweistrahligen Embraer Legacy 600 auf Gegenkurs, die leicht beschädigt auf einem Militärflugplatz notlanden konnte; die sieben Besatzungsmitglieder und Passagiere blieben unverletzt. Ursache für das Unglück war, dass die Embraer auf einer falschen Höhe flog und zudem ihr Transponder ausgeschaltet war, wodurch auch das Kollisionswarnsystem nicht funktionierte. Dies war die Folge einer ganzen Reihe von Fehlern hauptsächlich der Fluglotsen, aber auch der Besatzung der Embraer.